# Temporada de ciclones no Índico Norte de 2024
A temporada de ciclones do Índico Norte de 2024 é um evento cíclico anual de formação de ciclones tropicais. A temporada de ciclones no norte do Oceano Índico não tem limites oficiais, mas os ciclones tendem a se formar entre abril e dezembro, com pico de maio a novembro. Essas datas delimitam convencionalmente o período de cada ano em que a maioria dos ciclones tropicais se forma no norte do Oceano Índico.
O escopo deste artigo está limitado ao Oceano Índico no Hemisfério Norte, a leste do Chifre da África e a oeste da Península da Malásia. Existem dois mares principais no norte do Oceano Índico — o Mar Arábico a oeste do subcontinente indiano, abreviado ARB pelo Departamento Meteorológico da Índia (IMD); e a Baía de Bengala a leste, abreviada como BOB pelo IMD.
O Centro Meteorológico Regional Especializado oficial nesta bacia é o Departamento Meteorológico da Índia (IMD), enquanto o Joint Typhoon Warning Center (JTWC) divulga alertas não oficiais. Em média, três a quatro tempestades ciclônicas se formam nesta bacia a cada temporada.

## Sistemas

### Tempestade ciclônica severa Remal
Após quatro meses de inatividade, em 21 de maio o Departamento Meteorológico da Índia (IMD) começou a monitorar uma circulação ciclônica na Baía de Bengala Mais tarde naquele dia, o Joint Typhoon Warning Center (JTWC) também começaria a rastrear o sistema, observando que era provável que se tornasse uma depressão de monções. No dia seguinte, o IMD notou que uma área de baixa pressão se formou adjacente à circulação ciclônica.No final de 23 de Maio, o IMD actualizou o sistema para um mínimo bem marcado, afirmando que estava a coalescer rapidamente. No dia seguinte, o IMD afirmou que a depressão se formou na Baía de Bengala, designando-a como BOB 01.Posteriormente, o JTWC emitiu um Alerta de Formação de Ciclone Tropical (TCFA), observando o amplo centro de circulação da depressão e a melhoria das suas faixas de chuva. No dia seguinte, BOB 01 intensificou-se para uma depressão profunda. O JTWC reconheceria o sistema como um ciclone, designando-o como 01B. Logo depois, a depressão intensificou-se em uma tempestade ciclônica, fazendo com que o IMD a chamasse de Remal. Em 26 de maio, Remal intensificou-se em uma forte tempestade ciclônica com ventos sustentados de 3 minutos de 95 km/h (60 mph). Devido às condições favoráveis, como a alta temperatura da superfície do mar no norte da Baía de Bengala e o baixo cisalhamento do vento, Remal intensificou-se ainda mais com velocidades de vento atingindo 110 km/h. Atingiu Bangladesh e a vizinha Bengala Ocidental na noite de 26 de maio. O processo de desembarque foi concluído na manhã de 27 de maio e enfraqueceu para uma tempestade.

### Depressão BOB 02
Em 19 de julho, o IMD marcou uma área de baixa pressão na costa de Odisha. A perturbação foi posteriormente elevada a uma depressão, designada como BOB 02. A perturbação mais tarde moveu-se para o interior, enfraqueceu-se de volta para uma área de baixa pressão.

### Depressão profunda LAND 01
Em 31 de julho, formou-se uma circulação ciclónica sobre a Bengala Ocidental. Seguindo para o oeste, em 2 de agosto, a perturbação evoluiu para uma depressão. Dois dias depois, intensificou-se ainda mais, tornando-se uma depressão profunda no sudoeste de Bihar. Seguindo para oeste, em 5 de agosto, o sistema enfraqueceu-se para uma depressão. Dissipou-se no dia seguinte.
Como resultado da depressão, Dum Dum em Calcutá teve 100 mm de chuva em 3 de agosto.

### Tempestade ciclônica Asna
Em 24 de agosto, formou-se uma circulação ciclónica sobre Madhya e Uttar Pradesh. No início do dia seguinte, em 25 de agosto, o IMD observou que havia evoluído para uma depressão terrestre sobre Rajasthan e Madhya Pradesh. Mais tarde naquele dia, a depressão intensificou-se e transformou-se numa depressão profunda a sudeste de Udaipur. Em 27 de agosto, a JTWC começou a rastrear a depressão profunda, observando que estava em um ambiente marginal para o desenvolvimento. Dois dias depois, em 29 de agosto, emitiram um TCFA sobre a depressão em desenvolvimento, Antes de a designar como ciclone tropical 02A no início do dia seguinte. Mais tarde, no mesmo dia, a 30 de agosto, o IMD classificou-o numa tempestade ciclónica, nomeando-o Asna.
Muitas partes de Gujarat e Madhya Pradesh foram inundadas devido às fortes chuvas da tempestade. Inundações em Gujarat mataram 29 pessoas, com 1.696 resgatados e mais de 23.870 realocados. Até 260 mm de chuva caíram em Vadodara e Ahmedabad registou 120 mm de chuva.

### Depressão BOB 03
Em 29 de agosto, o IMD marcou uma zona de baixa pressão na Baía de Bengala. Dois dias depois, no início de 31 de agosto, o IMD transformou-o numa depressão, designada BOB 03, ao largo da costa de Andhra Pradesh. Atingiu a terra naquele mesmo dia antes de se dissipar para o interior.
Foram mortas 27 pessoas em incidentes relacionados com a chuva em Andhra Pradesh e Telangana.

### Depressão profunda BOB 04
No final de 5 de setembro, o IMD marcou uma zona de baixa pressão na Baía de Bengala. Em 7 de setembro, foi elevado para uma depressão pelo IMD e marcado como Invest 92B pela JTWC. Então, em 8 de setembro, ele foi atualizado para uma profunda depressão ao largo da costa de Odisha. Em 9 de setembro, a depressão profunda atingiu Odisha e voltou a enfraquecer para um proeminente sistema de baixa pressão. Dois dias depois, o IMD transformou o sistema numa depressão sobre Madhya Pradesh. Em 13 de setembro, a depressão dissipou-se finalmente sobre o noroeste de Uttar Pradesh.

### Depressão profunda BOB 05
Depois de degenerar em uma baixa remanescente, os fracos remanescentes do tufão Yagi começariam a rastrear em direção ao norte do Oceano Índico, fazendo com que o IMD começasse a rastreá-lo como uma circulação ciclónica sobre Mianmar em 11 de setembro. Esta perturbação aglutinaria-se numa zona de baixa pressão no dia seguinte, evoluindo ainda mais para uma zona de baixa pressão bem marcada apenas algumas horas mais tarde. Pouco depois, evoluiu para uma depressão. Na manhã seguinte, tornou-se uma depressão profunda sobre o Bangladesh e Bengala Ocidental. Em 15 de setembro, ele enfraqueceu de volta para uma depressão à medida que se movia lentamente para o oeste sobre o oeste da Índia.
Devido às fortes chuvas deste sistema, sete pessoas foram mortas por deslizamentos de terra no distrito de Cox's Bazar. Morreram também cinco pescadores e mais de 500 desapareceram no distrito. Em Cox's Bazar, registaram-se 378 mm de chuva num período de 12 horas, de 11 a 12 de setembro. Estas fortes chuvas resultaram na inundação de mais de 200 aldeias em sete upazilas do distrito. Outras 11 pessoas foram mortas por inundações no distrito de Noakhali, onde 100 pescadores desapareceram. Além disso, duas pessoas morreram quando um barco virou em Jagannathpur Upazila. Na Índia, fortes chuvas atingiram Calcutá e Bengala Ocidental.
Devido às fortes chuvas, a Damodar Valley Corporation liberou mais de 3,5 lakh cusec de água de suas barragens, resultando na inundação dos distritos de Birbhum, Bankura, Howrah, Hooghly, Norte e Sul 24 Parganas, Purba e Paschim Medinipur e Paschim Bardhaman de Bengala Ocidental. 2 pessoas morreram devido a estas inundações e 25.000 pessoas tiveram de se deslocar para zonas mais seguras.

## Nomes das tempestades
Dentro desta bacia, um ciclone tropical recebe um nome quando se julga que atingiu a intensidade de Tempestade Ciclônica com ventos de 65 km/h (40 mph). Os nomes foram selecionados por uma nova lista do Centro Meteorológico Regional Especializado em Nova Deli em meados de 2020. Não há retirada de nomes de ciclones tropicais nesta bacia, pois a lista de nomes está programada para ser usada apenas uma vez antes que uma nova lista de nomes seja elaborada. Se um ciclone tropical nomeado se mover para a bacia do Pacífico Ocidental, ele manterá seu nome original. Os próximos oito nomes disponíveis da Lista de nomes de tempestades do norte do Oceano Índico estão abaixo.
| - Remal - Asna (ciclone) - Dana (ativo) - Fengal (sem usar) | - Shakhti (sem usar) - Montha (sem usar) - Senyar (sem usar) - Ditwah (sem usar) |

## Efeitos sazonais
Esta é uma tabela de todas as tempestades na temporada de ciclones do norte do Oceano Índico de 2023. Ele menciona todas as tempestades da temporada e seus nomes, duração, intensidades de pico de acordo com a escala de tempestades do IMD, danos e totais de mortes. Os totais de danos e mortes incluem os danos e mortes causados quando aquela tempestade foi uma onda precursora ou baixa extra-tropical. Todos os números de danos registados em 2024 estão em dólar norte-americano (USD).
| Nome                | Datas ativo                  | Classificação máxima        | Velocidade de vento sustentados | Pressão              | Áreas afetadas                                                                        | Danos (USD) | Fatalidades             | Refs   |
| ------------------- | ---------------------------- | --------------------------- | ------------------------------- | -------------------- | ------------------------------------------------------------------------------------- | ----------- | ----------------------- | ------ |
| Remal               | 24–28 Maio                   | Tempestade ciclônica severa | 110 km/h (70 mph)               | 978 hPa (28.9 inHg)  | Índia (Odisha, Bengala Ocidental, Jharkhand, Nororeste Índia), Bangladesh, Mianmar    | $600 milhão | 84                      | [ 37 ] |
| BOB 02              | 19–20 julho                  | Depressão                   | 45 km/h (30 mph)                | 990 hPa (29 inHg)    | Odisha                                                                                | Nenhum      | Nenhum                  |        |
| LAND 01             | 2–6 agosto                   | Depressão profunda          | 55 km/h (35 mph)                | 995 hPa (29.4 inHg)  | Bengala Ocidental, Jharkhand, Bihar, Uttar Pradesh, Madhya Pradesh, Rajasthan         | Nenhum      | Nenhum                  |        |
| Asna                | 25 agosto–3 setembro         | Cyclonic storm              | 75 km/h (45 mph)                | 988 hPa (29.2 inHg)  | Madhya Pradesh, Rajasthan, Gujarat, Paquistão                                         | $30 milhão  | 73                      | [ 38 ] |
| BOB 03              | 31 agosto–2 setembro         | Depressão                   | 45 km/h (30 mph)                | 996 hPa (29.4 inHg)  | Andhra Pradesh, Telangana, Odisha                                                     | Nenhum      | 27                      |        |
| BOB 04              | 7–13 setembro                | Depressão profunda          | 55 km/h (35 mph)                | 990 hPa (29 inHg)    | Odisha, Madhya Pradesh, Uttar Pradesh                                                 | Nenhum      | Nenhum                  |        |
| BOB 05              | 13-18 setembro               | Depressão profunda          | 55 km/h (35 mph)                | 989 hPa (29.2 inHg)  | Bangladesh, Bengala Ocidental, Jharkhand, Chhattisgarh, Madhya Pradesh, Uttar Pradesh | Nenhum      | 27 (350+ desaparecidos) |        |
| ARB 01              | 13–16 outubro                | Depressão                   | 45 km/h (30 mph)                | 1004 hPa (29.6 inHg) | Omã                                                                                   | Nenhum      | Nenhum                  |        |
| BOB 06              | 15–17 outubro                | Depressão                   | 45 km/h (30 mph)                | 1002 hPa (29.6 inHg) | Tamil Nadu, Andhra Pradesh, Puducherry, Karnataka                                     | Nenhum      | Nenhum                  |        |
| Dana                | 22 outubro–presente          | Tempestade ciclônica severa | 110 km/h (70 mph)               | 984 hPa (29.1 inHg)  | Nenhum                                                                                | Nenhum      | Nenhum                  |        |
| Totais da temporada |                              |                             |                                 |                      |                                                                                       |             |                         |        |
| 10 sistemas         | 24 maio – Temporada em curso |                             | 110 km/h (70 mph)               | 978 hPa (28.9 inHg)  |                                                                                       | $630 milhão | 210                     |        |